# Józef Modrzejewski
Józef Modrzejewski, ps. „Lis”, „Sęp” (ur. 14 lutego 1909 w Kuźnicach. zm. 27 października 1995 w Stanach Zjednoczonych) – podpułkownik Wojska Polskiego.

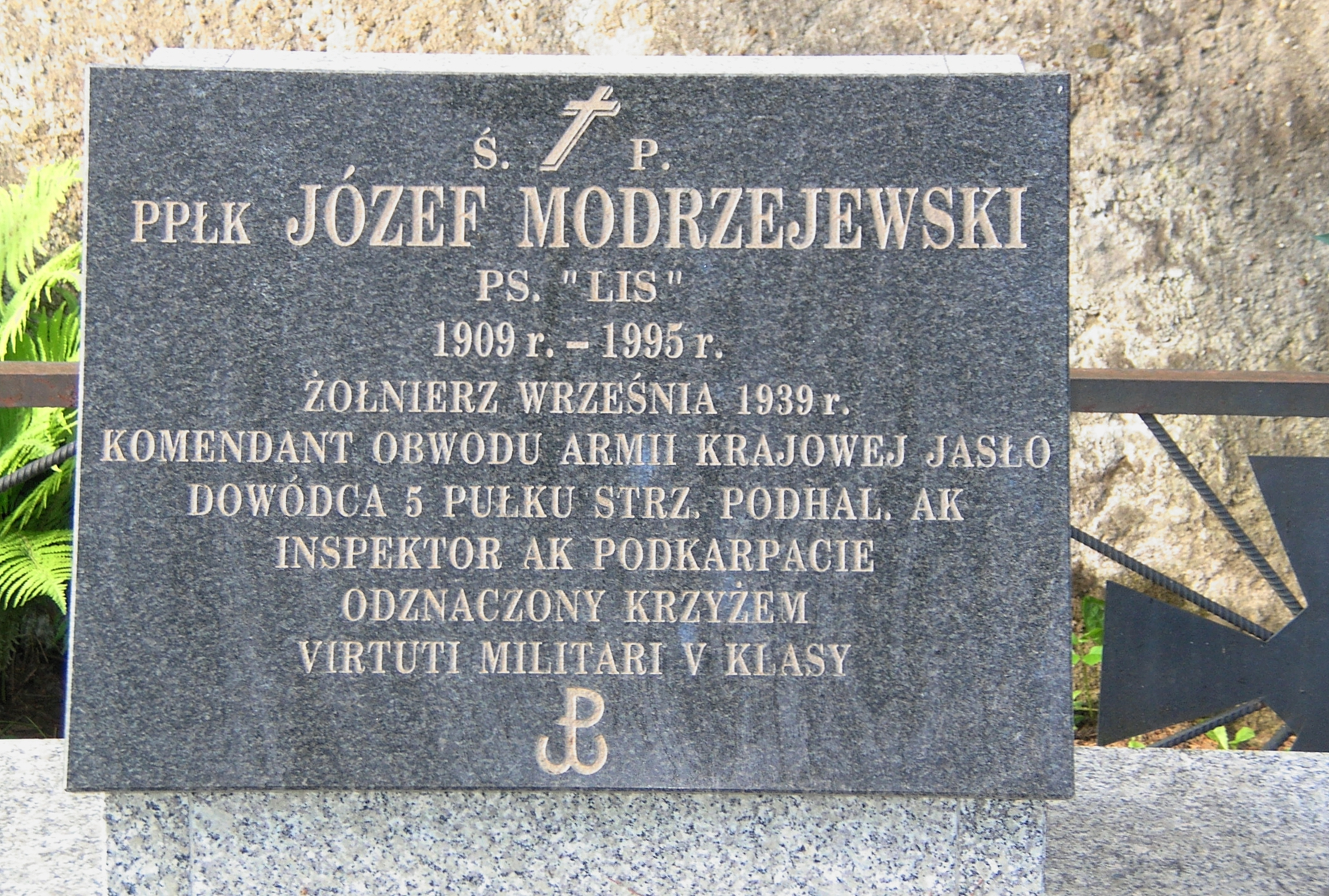
Tablica nagrobna Józefa Modrzejewskiego na cmentarzu przy ul. Zielonej w Jaśle

## Życiorys
Urodził się 21 lutego 1909 w Kuźnicach koło Włocławka . Absolwent Szkoły Podchorążych Rezerwy Artylerii we Włodzimierzu, i w Toruniu. Od 1933 do 1939 był oficerem 3 pułku artylerii Lekkiej Legionów w Zamościu . W 1939 zdał egzamin wstępny do Wyższej Szkoły Wojennej, a dalsze kształcenie uniemożliwił wybuch II wojny światowej .
W kampanii wrześniowej był oficerem sztabowym służby wywiadowczej 3 Dywizji Piechoty Legionów , walczył w Górach Świętokrzyskich i na Lubelszczyźnie, gdzie dostał się do niewoli, z której następnie uciekł. Pierwotnie próbował przedostać się do Francji, lecz ostatecznie pozostał w okupowanym kraju . Był organizatorem i od stycznia 1940 do 1944 dowódcą Obwodu Jasło ZWZ-AK . Po tym jak uciekł z aresztu NKWD był zastępcą inspektora i od grudnia 1944 do 1945 inspektorem Inspektoratu AK Krosno . Był też dowódcą 5 pułku strzelców podhalańskich AK, I Kierownikiem Rejonu WiN Krosno, Okręgu WiN Rzeszów (1946) i Kraków.
Jesienią 1946 opuścił Polskę przez zachodnią granicę, przez Niemcy i Włochy trafił do Wielkiej Brytanii . Od 1951 mieszkał w Stanach Zjednoczonych . Od lat 60. gromadził materiały do swoich wspomnień . W 1990 był w stopniu majora, potem awansowany na podpułkownika.
Otrzymał honorowe obywatelstwo Jasła, został patronem II Liceum Ogólnokształcącego w tym mieście i jego imieniem nazwano ulicę tamże.
Zmarł 27 października 1995 w Stanach Zjednoczonych. Pogrzeb odbył się 9 grudnia 1995 w Jaśle, a zgodnie z wolą zmarłego urna z jego prochami spoczęła w kwaterze wojskowej Starego Cmentarza przy ul. Zielonej w Jaśle.

## Publikacja
- Akowcy na Podkarpaciu (1973 Londyn, 1990 Brzozów)[6][2]
- Konfrontacja Armii Krajowej z Armią Czerwoną w latach 1944-1945 (1981)[2]
- Od Armii Krajowej do wojny domowej (1985)[2]
- Polacy i Żydzi (1987)[2]

## Ordery i odznaczenia
- Krzyż Srebrny Orderu Virtuti Militari nr 11777[7][2]
- Brązowy Krzyż Zasługi (przed 1939)[1]